# Albanus (fils de Bussullus)
Cet article concerne un préfet romain. Pour le bateau finlandais, voir Albanus.
Albanus, fils de Bussullus, est un préfet des Alpes occidentales du milieu du Ier siècle.
Il nous est connu par une épitaphe latine, réemployée en deux fragments sur les tympans de la porte principale et de la porte latérale de la chapelle Sainte-Marie-Madeleine-des-Escoyères, près d'Arvieux, en Queyras.
Il exerça une préfecture sur quatre peuples :
- Trois des Alpes cottiennes : les Bricianes ou Brigianes[3] (Briançonnais), les Quariates[4] (Queyras) et les Savincates[4] (massif du Var) ;
- Un des Alpes-Maritimes : les Capillates, ligures subjugués en 14 av. J.-C., sous le consulat de Cnaeus Cornelius Lentulus, dit Augur (l'Augure), et Marcus Licinius Crassus Frigi, dit Dives (le Riche)[5].

Pierre Isnel et Georges de Manteyer datent l'inscription et la préfecture de la fin du IIe au début IIe siècle. Theodor Mommsen considère qu'elles datent du règne de Cottius le Jeune (44-64).  Cette datation est reprise par Guy Barruol. Cesare Letta voit dans la préfecture d'Albanus une préfecture temporaire créée par l'empereur Galba (68-69), lors de la révolte de Vindex.
A. Chastagnol place la préfecture d'Albanus « entre la mort de Cottius et l'intronisation de Cottius II, dans les années avant 44 ».
| Inscription | Traduction |
| --- | --- |
| Quart[inius / Buss]ulli f(ilius) [sibi fecit et ?] / Bussu[llo — f(ilio)] patr[i —]lae Lut[ — filiae)] / matri Albano Buss[ulli] f(ilio) fratri / praef(ecto) Capilla[toru]m Sauincat(ium) / Quariat[ium] Brictanorum / Qu[ar —]o Bussulli f(ilio) fratri [Quart]iniae Bussulli f(iliae) sorori. | Quartinius, fils de Bussullus, (a élevé ce monument pour lui-même et) pour Bussullus, fils de ..., son père, pour ...la, fille de Lut..., sa mère, pour Albanus, fils de Bussullus, son frère, préfet des Capillates, des Savincates, des Quariates et des Bricianes, (et aussi) pour Quart(...)s, fils de Bussullus, son frère, et pour Quartinia, fille de Bussullus, sa sœur. |